# ژواکیم مورا
ژواکیم-ناپلئون مورا (به فرانسوی: Joachim-Napoléon Murat) (۲۵ مارس ۱۷۶۷–۱۳ اکتبر ۱۸۱۵) یک شوالیه فرانسوی بود که در خدمت ناپلئون بناپارت به درجات بالا دست یافت. او با کارولین بناپارت ازدواج کرد و بدین شکل شوهر خواهر ناپلئون بناپارت شد. او در سال ۱۸۰۴ مارشال فرانسه شد و در ۱۸۰۵ شاهزادهٔ فرانسه لقب گرفت. او از سال ۱۸۰۶ تا ۱۸۰۸ به عنوان دوک بِرگ با نام ژواکیم یکم و از سال ۱۸۰۸ تا ۱۸۱۵ با همان نام پادشاه ناپل بود. پادشاهی ناپل پاداشی از طرف ناپلئون بناپارت به دلیل فرماندهی هم‌زمان ده هزار سواره نظام برای حمله به روس‌ها در نبرد الو در فوریه ۱۸۰۷ بود.

## نگارخانه

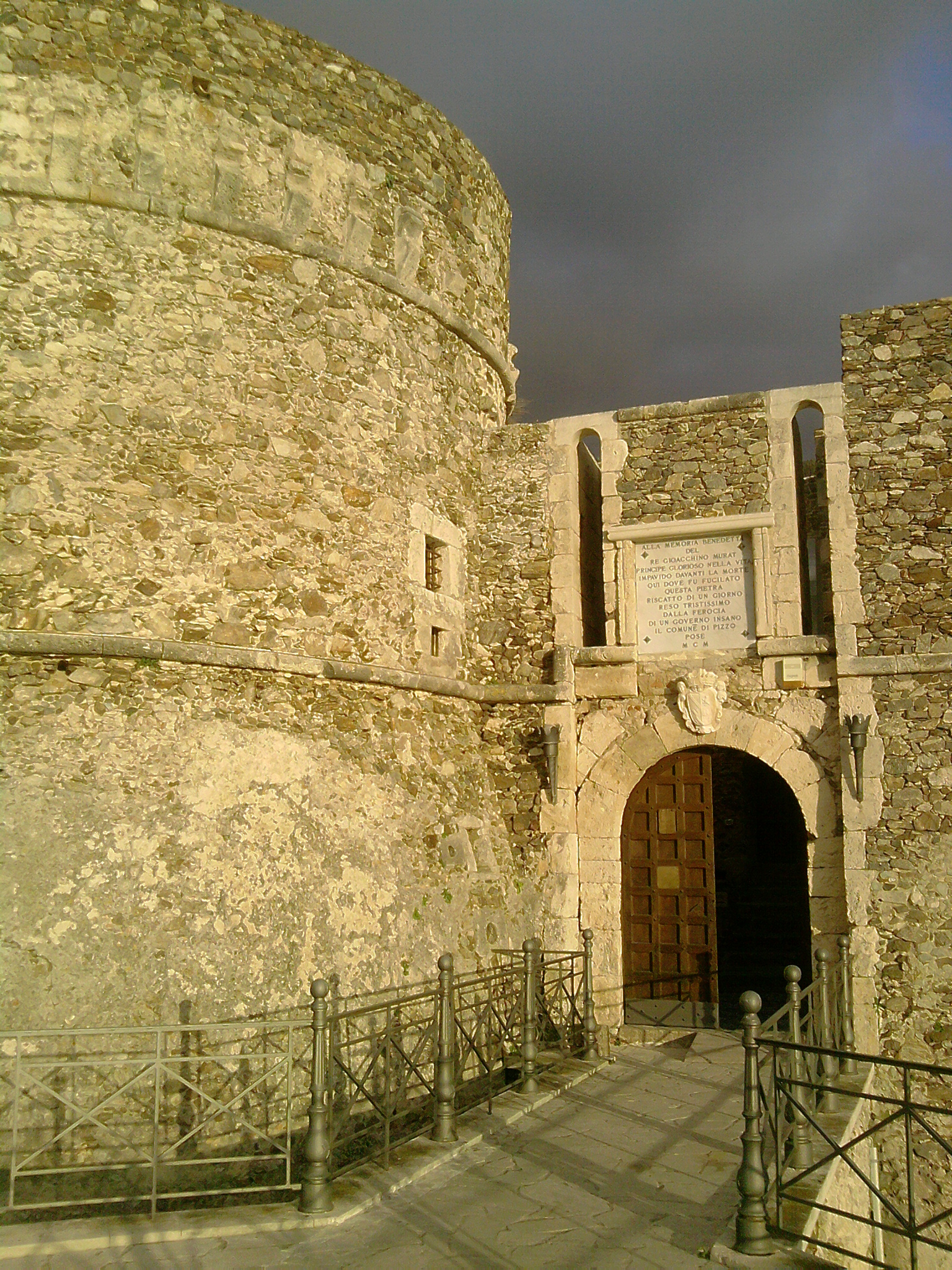
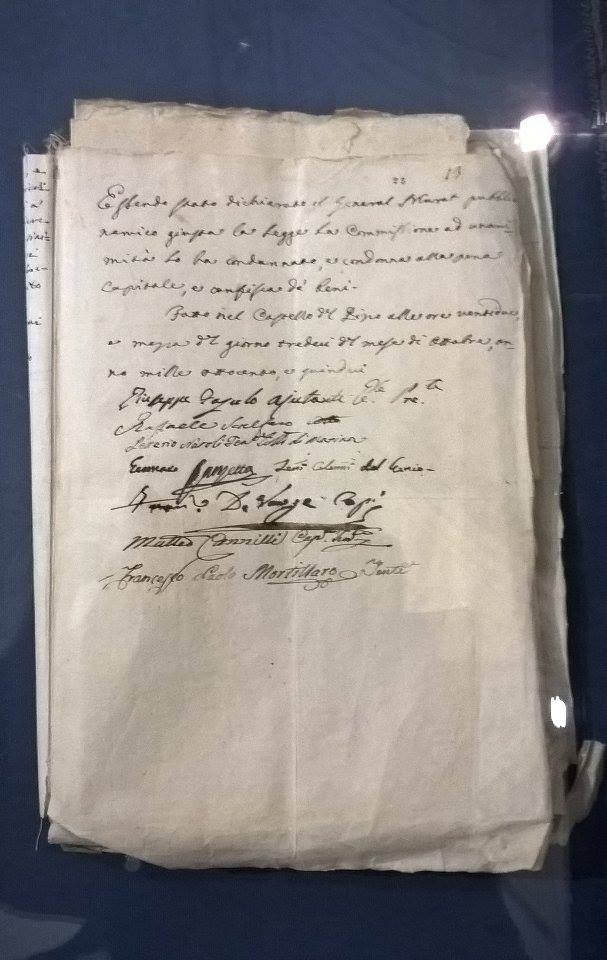
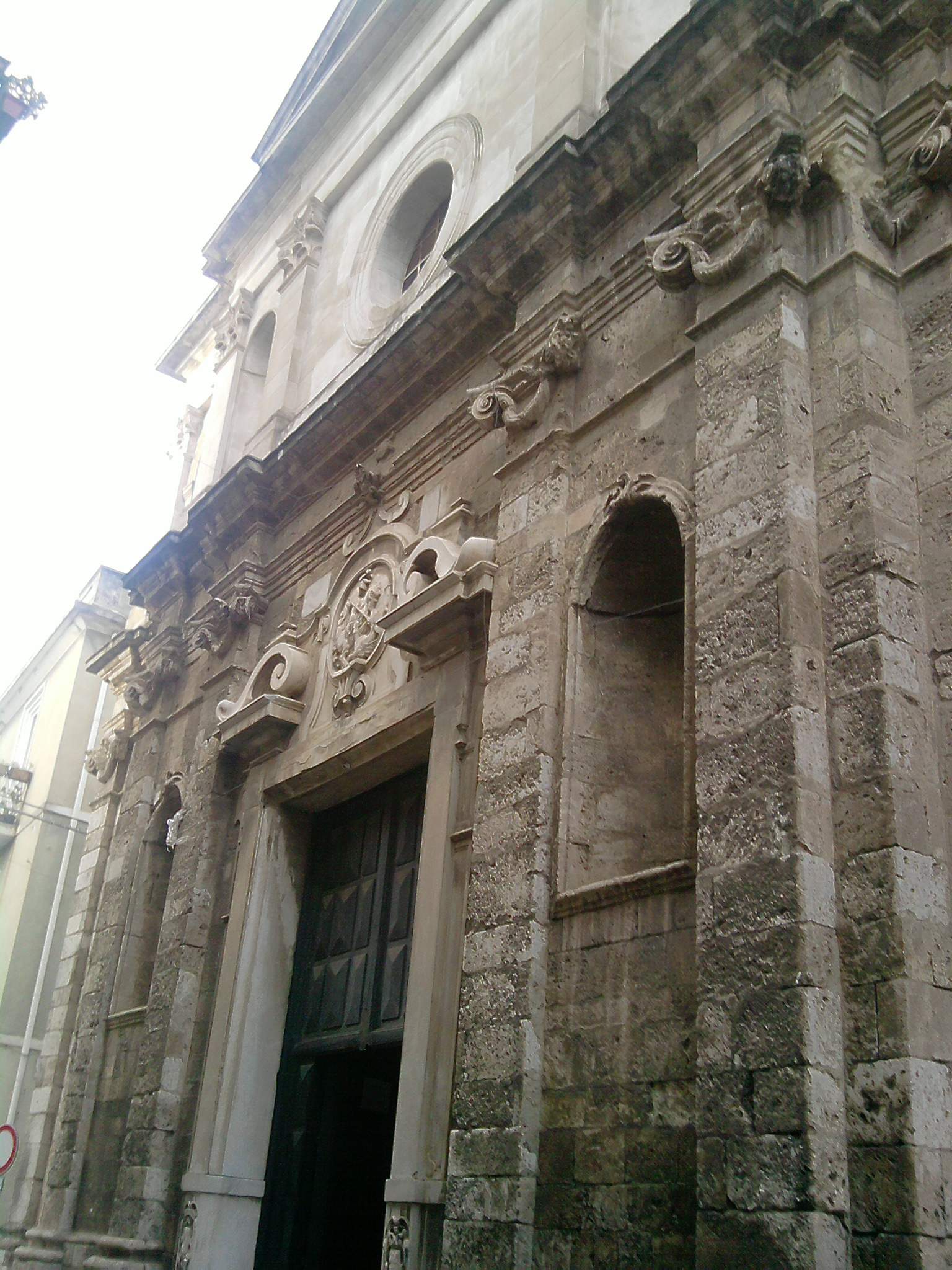
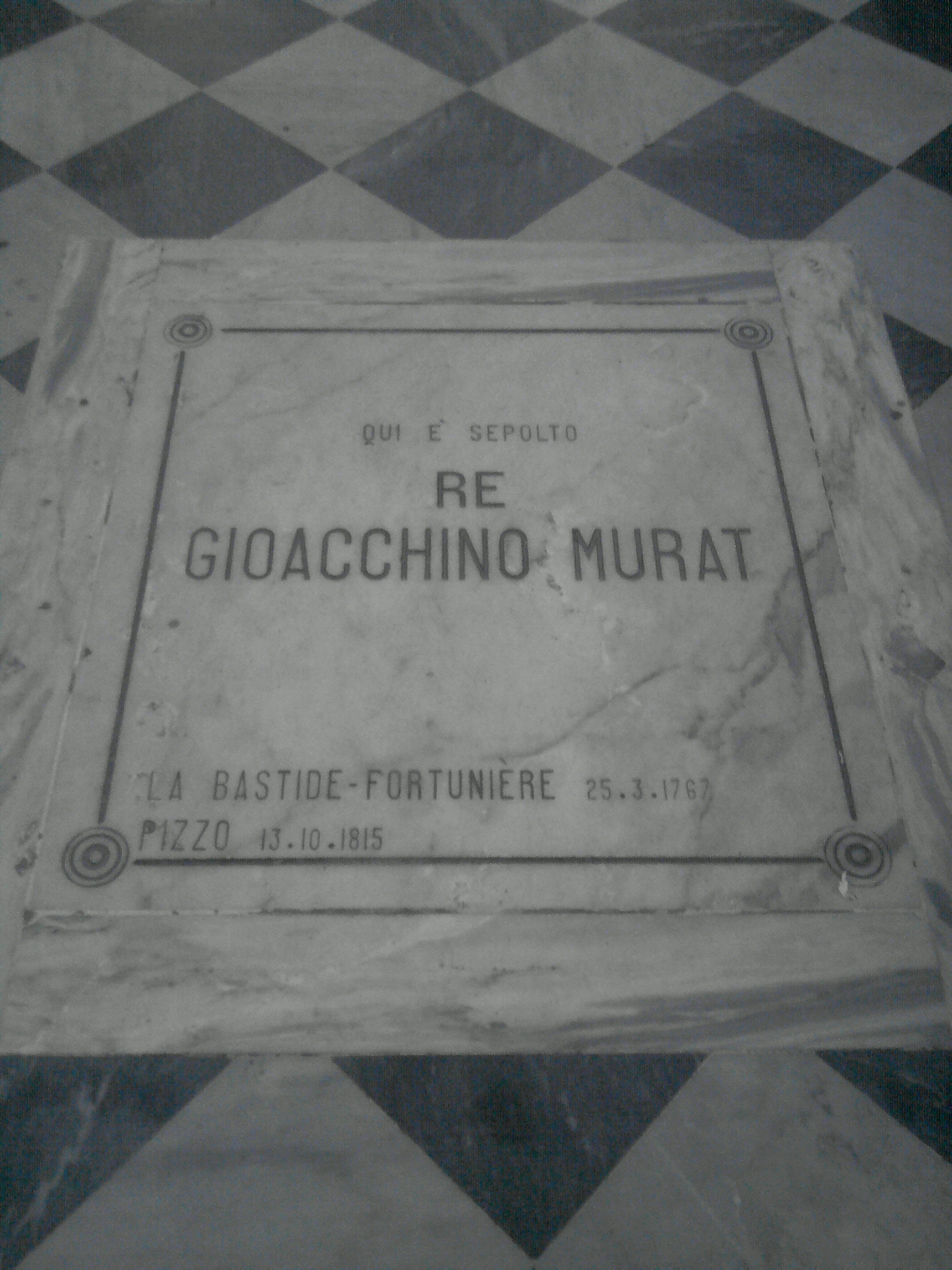